# Aninoasa (Argeș)
Aninoasa is een Roemeense gemeente in het district Argeș.
Aninoasa telt 3314 inwoners.